# IV. László magyar király
IV. (Kun) László (1262. augusztus 5. – 1290. július 10.) Árpád-házi magyar király 1272 és 1290 között. Apja V. István király, anyja Erzsébet kun hercegnő volt. Kun László okleveleiben magát III. Lászlónak nevezte, mivel II. Lászlót, a III. István idején fellépő ellenkirályt ekkor nem ismerték el törvényes uralkodónak.
A Kun nevet azonban nem anyja származása miatt kapta, hanem életében ragasztották rá. A hatalomra törő főurak Joachim bán vezetésével gyerekkorában elrabolták, hogy ezzel tarthassák sakkban apját. A trónra lépő László továbbra is ki volt szolgáltatva az urak kényének-kedvének, és ez nagyban hozzájárult ahhoz, hogy felserdülve szívesebben legyen „szeretett kunjaival”, mint a magyarok között. Szinte teljesen azonosult velük, életmódjukat, szokásaikat is átvette.

## Gyermekkora
Apja és nagyapja küzdelme miatt László számos erőszakos cselekedetnek volt tanúja, sőt szenvedő részese, ami bizonnyal kihatott későbbi egyéniségére. Bár IV. Béla és V. István ifjabb király éppen László születése évében kötött békét Pozsonyban, a két párt ellentéte 1264-ben újra fegyveres konfliktusba torkollott. Az alig kétéves Lászlót és édesanyját saját nagyapja fogatta el Sárospatakon, és záratta Turóc várába.
1265 márciusában az isaszegi csatában végül V. István döntő győzelmet aratott IV. Béla serege felett. A belháborúnak az 1266. március 23-án a Nyulak szigetén (a mai Margit-szigeten) kötött béke vetett véget, és László is kiszabadult. A Nyulak szigeti béke megkötésével azonban az ország megosztottsága nem szűnt meg, és ez felgyorsította a nagybirtokok gyarapodását, és a királyi tekintély drámai csökkenését. A hűség megoszlott, cserélgethető volt, és birtokadományokkal meg kellett vásárolni. Voltak azért kivételek. V. István pártjának vezetői a Csák nemzetség trencséni ágához tartozó Péter és Máté nem szerepelnek V. Istvánnak azon az 1264-es számadásán, amelyik a megvesztegetendő és jutalmazandó urakat sorolja fel az ajándékokkal együtt, amelyet azért kaptak, hogy megmaradjanak vagy áttérjenek V. István hűségére. A trencséni Csákok szilárdan kitartottak V. István mellett, a Kőszegi család pedig – élén Kőszegi Nagy Henrikkel – IV. Béla mellett. A Csákok persze számíthattak arra, hogy V. István hatalomra jutása után ők kapják a legmagasabb tisztségeket és a velük járó adományokat. Az igazi problémák IV. Béla és V. István halála után jelentkeztek.
László apja 1265 után önálló külpolitikát folytatott. Lászlóval 1269-ben eljegyeztette I. Károly szicíliai király (IX. Lajos francia király öccse) leányát, Izabellát (akit Magyarországon Erzsébetnek neveztek), és a lányt 1270-ben Magyarországra hozták. A hivatalos házasságot csak pár évvel később (a legkorábban csak 1276-ban) kötötték meg, amikor a felek elérték az egyházi törvények szerint ehhez szükséges kort: Erzsébet a 12., László a 14. életévet. A gyermekek ilyen, politikai házassága jellemző volt a középkorra. Amíg V. István volt a király, kemény kézzel irányította az országot, de a kedvezőtlen folyamatokat nem tudta megállítani. Rövid uralmának egy példátlan botrány vetett véget, és vált egyben egy új politikai korszak nyitányává. A király udvarával 1272 nyarán Dalmáciába készült, hogy I. Károllyal találkozzon, de június 24-én Bihácson a szlavón bán, Gutkeled nembeli Joachim elrabolta és Kapronca várába vitte Lászlót. A megrendült és a botrányba belerokkant István hadat küldött Kapronca ellen, visszatért Magyarországra, és 1272. augusztus 6-án meghalt. Halálát egy 1285-ben kelt oklevél szerint a kortársak is korszakosnak tekintették — annak az időpontnak, ami után „robbantak ki országunkban a zavarok”.

## Uralkodása

### Koronázása
Erzsébet királyné V. István halála után elébe sietett a Lászlót Szlavóniából Székesfehérvárra hozó Joachimnak, és együtt készítették elő a koronázási ceremóniát augusztusra. IV. Béla volt pártja, amelyet V. István háttérbe szorított elsősorban Aba nembeli Finta és rokonai Monoszló nembeli Egyed és Gergely megpróbálták megakadályozni a koronázást, valószínűleg a huszonéves Béla macsói herceget szerették volna inkább a trónon látni és nem a tízéves Lászlót. Előbb elfogták Lászlót, majd a királyné szállására támadtak. A királyné hívei azonban Pok nembeli Miklós vezetésével elhárították a támadást. A lázadók közül Egyed és Gergely II. Ottokár cseh király udvarába menekült – átjátszva Pozsony várát a cseh király kezére – ahol már tartózkodtak még V. István elől elmenekült IV. Béla-párti magyar bárók, köztük a legnagyobb, Kőszegi Nagy Henrik. Egyedet Ottokár szívélyesen fogadta, s számos birtokkal megajándékozta. Ezen Nagy Henrik úgy megsértődött, hogy otthagyta Ottokárt és a magyar udvarba jött felajánlani szolgálatait, ahol szívélyesen fogadták.
Közben megtörtént László koronázása az 1272. szeptember 3. előtti napokban, amit Türje nembeli Fülöp esztergomi érsek végzett el. A kortársak III. Lászlónak nevezték, mert az ellenkirályt, II. Lászlót nem szerepeltették a királynévsorban. A koronázás után az udvar Budára vonult, ahol az ősszel gyakran mulatott a Nyulak szigetén. Egy ilyen alkalommal Kőszegi Nagy Henrik árulással vádolta meg Béla herceget, s a kialakuló szóváltás közben kardot rántott, és úgy összekaszabolta a herceget, hogy utána darabjait testvére, Margit – aki a Nyulak szigeti apácakolostorban élt – és a többi apáca szedték össze. Bélát a kolostorban temették el.

### Feudális anarchia
A főúri csoportok között nagy versengés támadt az országos, udvari és helyi méltóságok betöltéséért. Mutatja a kor átmeneti jellegét, hogy bár a főurak célja a királyi hatalomtól való függetlenedés volt, a harc mégis a központi hatalom tisztségeiért folyt. Ekkor még nem volt közömbös, hogy melyik főúri kör járhatott el bármiféle ügyben királyi felhatalmazást élvezve. Végül két, országos politikában is jelentős szerepet játszó csoport alakult ki, egyik élén Kőszegi Nagy Henrik és Gutkeled nembeli Joachim, a másik élén Csák nembeli Máté – a Károly Róbert uralkodása alatti tartományúr, Csák Máté nagybátyja – és testvére Csák nembeli Péter – Csák Máté apja. Mindkét párt Nyugat-Magyarországon rendelkezett birtokokkal, és mindkét párt ott akarta kiépíteni saját területi hatalmát. A következő években e két párt sűrűn váltogatta egymást a kormányzatban, az éppen fennálló erőviszonyoknak megfelelően. A 10 éves Lászlónak nem volt ráhatása az események menetére.
Kőszegi–Gutkeled-hatalom (1272 ősze – 1273 tavasza)
1272 őszén Kőszegi Nagy Henrik kibékült Gutkeled nembeli Joachimmal és Béla herceg halála után felosztották a macsói bánságot. Henrik sói bán és ozorai bán lett 1273 márciusáig. Csák nembeli Péter, V. István legnagyobb híve kiszorult a hatalomból, bizonyos birtokait is elvesztette. Testvére, Máté szlavón bán lehetett 1273. márciusig.
Csák-hatalom (1273 tavasza – 1273 decembere)
Pétert a Nyitra vármegyei Szenic vámjövedelemmel is járó birtokával kárpótolták, testvére Máté országbíró volt augusztustól decemberig. Máté helyett Nagy Henrik lett a szlavón bán még márciusban, amely tisztséget 1274 szeptemberig megtartotta.
Kőszegi–Gutkeled-hatalom (1273 decembere – 1274 ősze)
Máté helyett Gutkeled nembeli Miklós az országbíró. Kőszegi Nagy Henrik is horvát-szlavón bán szeptemberig. 1274-ben Kőszegi Nagy Henrik csoportja foglyul ejtette az ifjú királyt, majd miután a Csákok kiszabadították, András herceg (László öccse) személyében ellenkirályt állítottak. Az 1274. szeptember 26. és 29. között a Fejér vármegyei Polgárdi mellett vívott csatában Csák nembeli Péter legyőzte Henrik és Joachim seregét, Kőszegi Nagy Henrik életét vesztette, de fiai folytatták politikáját.
Csák-hatalom (1274 ősze – 1276 nyara)
Péter soproni és somogyi ispán 1275 nyaráig, majd fél évig nem visel tisztséget, decembertől viszont nádor 1276 nyaráig. Máté 1274 szeptembertől 1275 őszéig erdélyi vajda és szolnoki ispán, utána pedig 1276 nyaráig tárnokmester és bányai ispán. Bátyjuk, István 1275-ben trencséni és barsi ispán, decembertől 1276 közepéig asztalnokmester, s közben hol barsi, hol bányai, hol szolgagyőri ispán. Közben Gutkeled nembeli Miklós 1275 júniustól októberig szlavón bán.
1276 márciusában Csák Péter nádor feldúlta Veszprémet, ahol a püspöki székben Kőszegi Péter ült. A pusztításnak áldozatul esett a veszprémi káptalani iskola is, amely a korabeli Magyarország egyik legrangosabb tanintézete volt.
Kőszegi–Gutkeled-hatalom (1276 nyara – 1277 nyara)
Kőszegi Miklós nádor, Kőszegi Iván tárnokmester.
Csák-hatalom (1277 nyara – 1279)
1277 májusában a rákosi országgyűlés a 15 éves IV. Lászlót nagykorúsította. Péter 1277 augusztusától nádor az év végéig, ekkortól István fél évig asztalnokmester és pozsonyi ispán, majd Péter 1278 tavasztól újra nádor az év végéig, amikor a tisztséget Máténak adta át. Péter ekkor asztalnokmester, pozsonyi és mosoni ispán lett 1279-ig, amikortól politikai tisztséget többé már nem viselt.
Gutkeled nembeli Miklós 1278-tól 1279-ig szlavón bán.

### Az 1273. évi magyar–cseh háború
A magyar belpolitikai viszonyok szükségképpen következményekkel jártak a külpolitikában is. A cseh Přemysl dinasztia történetének legnagyobb uralkodója, II. Ottokár elérkezettnek látta az időt, hogy hatalmát Magyarország irányába is kiterjessze: 1273 áprilisában egy kisebb sereggel elfoglalta Győr várát. A külső veszély egy rövid időre rákényszerítette az urakat a közös fellépésre, a magyar sereg június közepén véres küzdelem árán visszavívta Győrt, július végén Ottokár azonban már teljes haderejét mozgósította. A mintegy kétszeres túlerőben lévő cseh és osztrák csapatok ellen a magyar sereget Kőszegi Henrik vezette. Csatára nem került sor, a magyar csapatok átmeneti sikert értek el morva területen, majd visszavonultak. Ottokár érdemleges ellenállás nélkül foglalhatta el a kulcsfontosságú határszéli várakat és megyéket, Óvárt, Mosont, Győrt és Sopront. A konfliktus érdemleges magyar ellentámadás és békekötés nélkül fejeződött be. A Kőszegi-érdekcsoport a vezetése alatt álló fegyveres erőt arra használta fel, hogy ismét kezébe vegye az országtanácsot.

### Külpolitikai fordulat: IV. László és Habsburg Rudolf szövetsége

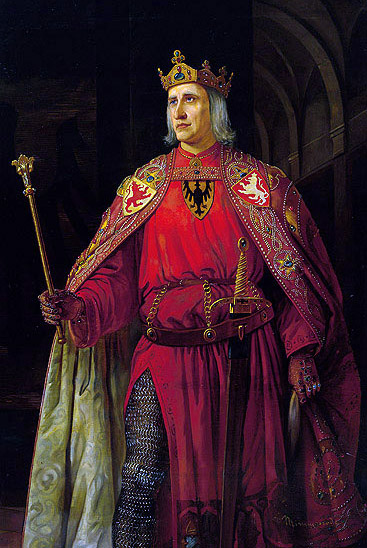
I. Rudolf, az első Habsburg a német trónon. IV. László szövetségese és „fogadott apja” (19. századi festmény)

Németország fejedelmei 1273. október 1-jén Frankfurtban a cseh Ottokár ellenében az addig kevéssé ismert Habsburg Rudolfot választották német királlyá. Mivel a cseh király nem fogadta el a választást, az 1274. november 19-én tartott nürnbergi birodalmi gyűlés felhatalmazta Rudolfot, hogy Ottokárt megfossza tartományaitól. Egyik fél számára sem volt közömbös, hogy Magyarország melyik fél oldalára áll, mert az ország katonai ereje a belső problémák ellenére is jelentős volt. Lehetőség nyílott tehát az 1273. évi háborúban elvesztett területek visszaszerzésére. A hatalomban egymást váltogató két párt azonban külpolitikai irányultság szempontjából sem volt egységes. A Csákok el akarták fogadni Ottokár 1275. október 6-án tett békeajánlatát,  a Kőszegiek és Gutkeled Joachim a Habsburg szövetségben látta az érdekeinek megfelelő politikát. Azt, hogy a magyarok végül a németek oldalára álltak a konfliktusban, az döntötte el, hogy Rudolf 1276 őszén bekövetkezett támadásakor éppen a Kőszegi-párt volt hatalmon. A magyar sereg Gutkeled Joachim és az akkor tizennégy éves magyar király vezetésével Bécs felé vonult, hogy Rudolf hadaival egyesüljön, de csak Sopronig jutott, mikor Ottokár meghátrált és hűséget esküdött Rudolfnak. A november 21-én létrejött békében Ottokár kötelezte magát az elfoglalt magyar területek visszaadására is, de a soproni részeken kívül ez nem valósult meg. A hadjárat belpolitikai jelentősége az lett, hogy egyrészt László Sopron felszabadítójának szerepében tűnhetett fel, másrészt szükségessé vált László nagykorúsítása, mert Rudolffal csak így lehetett megfelelő szinten szövetségi szerződést kötni.

### Az 1277-es rákosi országgyűlés
1277-ben László még csak tizenöt éves volt, pedig az Árpád-ház hagyományai szerint az uralomra képesség feltétele a tizenhatodik, de inkább a tizennyolcadik életév betöltése. A feudális állam működési zavara azonban mozgásba hozta azokat az erőket, amelyeknek érdekében állt a királyi hatalom újbóli megerősödése. Ilyen erőnek számított a politikai életből szinte teljesen kiszorított egyházi vezetés és a politikai életben eddig részt nem vett nemesség. A püspöki kar egy részének – elsősorban Báncsa István kalocsai érsek, Fülöp váci püspök, Ladomér váradi püspök és Timót zágrábi püspök – kezdeményezésére 1277. május végére országos gyűlést hívtak össze a Rákos melletti mezőre, melynek célja az oklevelek szerint a „közjó” helyreállítása és „az országot és az egyházakat ért károk és pusztítások” ügyének megtárgyalása volt. A országgyűlés törvényes korúnak nyilvánította a királyt, és kezébe adta az ország kormányzását, egyben jóváhagyta a Habsburg Rudolffal kötendő szövetségi szerződést. A király esküvel kötelezte magát, hogy az ország „meggyalázói” ellen fegyveres hadfelkelést hirdet. A magyar történelemben addig még nem volt példa arra, hogy a király, a főpapok, a bárók, a nemességet minden megyéből képviselő küldöttek, valamint a kunok vezetői olyan gyűlésre jöjjenek össze, amely értékelte az ország állapotát, jóváhagyást gyakorolt külpolitikai kérdésekben vagy kötelezte a királyt bizonyos tennivalók elvégzésére. Ez az országgyűlés, amely a későbbi rendi országgyűlések előzményének tekinthető, végül nem tudott döntő hatást gyakorolni az eseményekre.

### IV. László stabilizációs kísérlete
László 1277 közepén gyorsan és eltökélten látott hozzá a rákosi határozatok végrehajtásához, és jelentős eredményeket ért el.
A királyi hadak Aba Finta és Baksa György vezetésével verték le a szepességi lázadókat, Kán Miklós vezetésével pedig a Geregye testvérek Biharban formálódó tartományúri hatalmát törték meg. László az év őszén, hadában jelentős létszámú kunnal nyugatra vonult. Hainburgban 1277. november 11-én  személyesen megerősítette a Rudolffal kötött szövetségi szerződést, majd Kőszeg vára ellen fordult, de az ostrom megfelelő eszközök hiányában sikertelen volt. 1278. május körül Váradon a hét tiszántúli vármegye részére tartott országgyűlésen László ítélkezett a Geregye-fivérek felett, és kinyilvánította, hogy az országrész állapotának rendezésében támaszkodni kíván a megyei nemességre.
Bár a siker nem is volt teljes, 1278 nyarára László a rákosi országgyűlés határozatait jelentős részben végrehajtotta. A király további lépéseiben is ügyes politikusnak bizonyult. Gutkeled Joachim még 1277 áprilisában meghalt a délvidéki Babonicsok ellen vívott ütközetben, és a Kőszegiek 1278. április 20-án a dubicai szerződésben szövetséget kötöttek Babonics Istvánnal, amelyben felosztották egymás között a Száva menti területeket. A Kőszegiek, Endre herceg (a későbbi III. Endre király) személyében ellenkirályt szándékoztak állítani, a dubicai szerződést is „Endre herceg akarata és beleegyezése” jegyében kötötték. A szerződés sértette Gutkeled Joachim testvéreinek érdekeit, és ezt kívánta kihasználni László a Gutkeled testvérek országos tisztségbe emelésével.

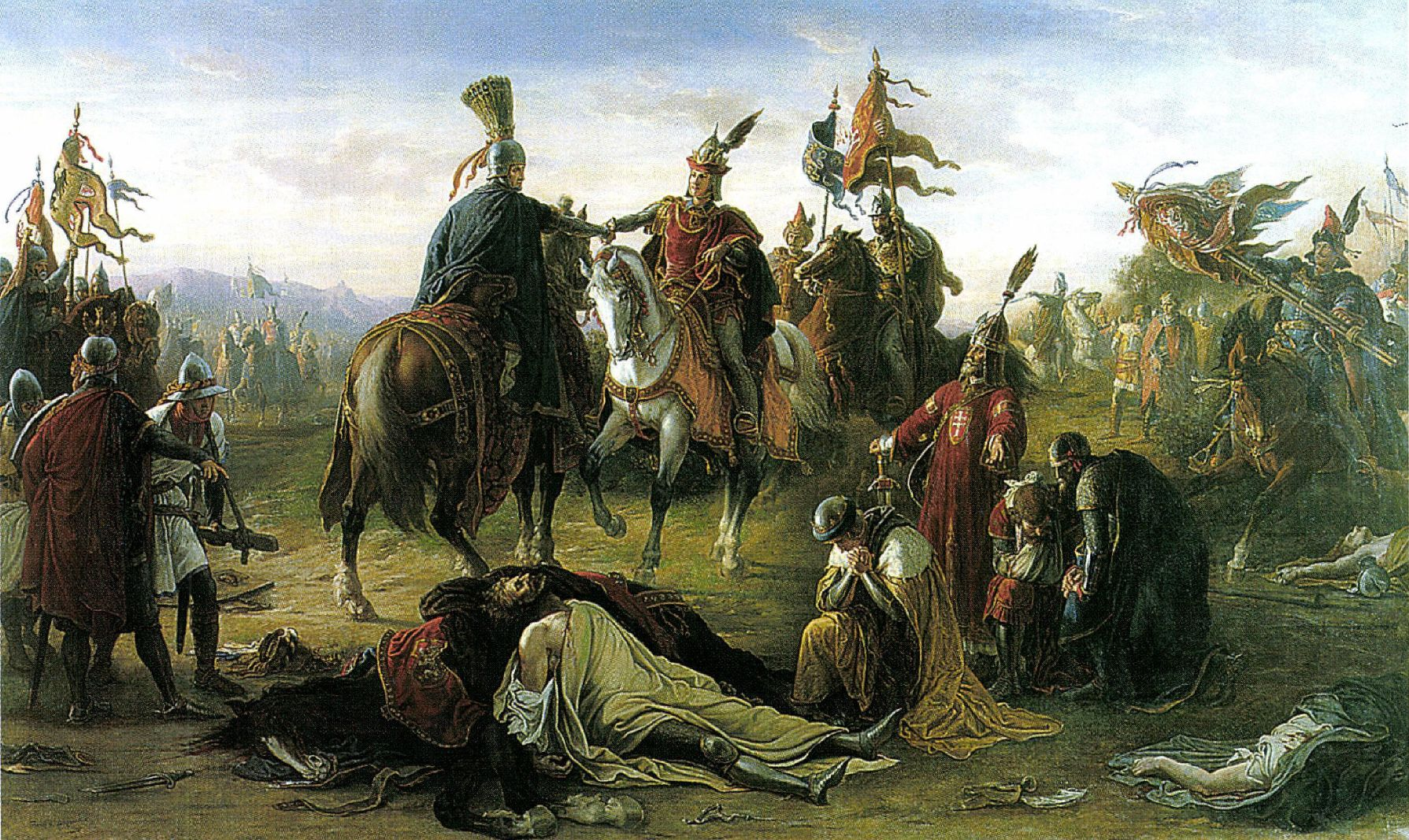
IV. László és I. Rudolf német király találkozása a csatatéren. Than Mór olajfestményéről (1872) készült másolat (Neogrády Antal – 1894)

A Kőszegiekkel szemben a másik politikai eszközt a Rudolf és Ottokár között újra kiéleződő ellentét adta László kezébe. 1278. augusztus 26-án a dürnkruti csatában Rudolf és László hadai megsemmisítő vereséget mértek Ottokárra, a csatában a cseh király is elesett. A győzelemben döntő szerep jutott a magyar haderőnek, azon belül is a kunoknak.
A Kőszegiek kénytelenek voltak hazaküldeni Endre herceget Velencébe, és 1279 elején kinyilvánították hűségüket a királynak. A király megnövekedett presztízsét a konszolidáció teljessé tételére kívánta felhasználni, a királyi biztosok a megyegyűléseken hatékony szigorral léptek fel, megkezdődött a szétzilált királyi birtokok állapotának rendezése, és napirendre került a király kiskorúsága alatti birtokadományok felülvizsgálata. Tekintélye növekedésének egyértelmű jele, hogy 1279-ben IV. László az egész országra érvényesen  hadbírsági illetéket vetett ki mindenkire, akik az országos had gyülekezésekor nem jelennek meg.

### A pápai legátus és a kun törvények

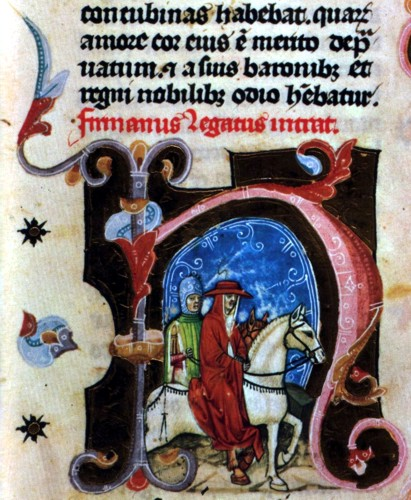
Fülöp fermói püspök Magyarországra jön. Miniatúra a Képes Krónikából

1279. szeptember 22-én III. Miklós pápa teljhatalommal kinevezte magyarországi legátusává Fülöp fermói püspököt. A kinevezés indoka az volt, hogy ebben az időben Rómába sok panasz érkezett a polgárháborús állapotok miatt. A legátus hivatkozott célja a „király státusának megerősítése” volt, valójában a felhatalmazás szerint Fülöp jogosult volt az egyházi ügyeken túlmenően világi ügyekben is intézkedni, vagyis a Szentszék elérkezettnek látta az időt arra, hogy beavatkozzon Magyarország belügyeibe. A polgárháborús állapotokon a királyi hatalom már saját erejéből úrrá lett, éppen megkezdődtek a konszolidáció munkálatai, ezért a király aggódott a legátus jövetelén, és igyekezett azt megakadályozni.
A magyar krónika azt közli, hogy a pápai követ 1279 elején azért jött Magyarországra, mert László „kun módra, s nem katolikus szokás szerint élt”, azonban a legátus kinevezésével kapcsolatban számos pápai irat maradt fenn, és ezek közül egyben sincs utalás arra nézve, hogy a király viselkedése vagy szokásai visszatetszést keltettek volna. IV. László későbbiekben tanúsított királyhoz méltatlan életvitele tehát nem oka, hanem következménye lehetett az eseményeknek.
A legátus 1279 elején érkezett az országba és figyelmét hamarosan teljes egészében a „kun probléma” rendezésére fordította, annak ellenére, hogy az elmúlt idők zűrzavarában nem a kunok játszották a központi szerepet.
Fülöp 1279. június 23-án részletes javaslatot tárt a királyi tanács elé (tévesen ezt nevezik első kun törvénynek), amely elöljáróban tartalmazta a pápai főhatalom elvi elismerését, majd a kunokra és a királyra vonatkozó rendeleteket. A kun törvényt némi enyhítéssel végül az 1279. július 12. és 25. között tartott tétényi országgyűlés fogadta el.
A kikényszerített törvények voltaképpen nem tartalmaztak semmilyen képtelenséget. A kun szállásterületek valóban idegen testként helyezkedtek el a keresztény, feudális Magyarország közepén. A kunok feudalizálásának folyamata ekkorra valójában már el is indult, mert előkelőik egy része már földbirtokos volt. A szabad nomád kunokat természetesen rá kellett szorítani a letelepedésre, de az országnak az 1270-es évek végén nem ez volt a legfőbb problémája. A kérdés végül a konszolidáció bukását okozta, mert a kunoknak az 1277-ben vázolt kormányzati mechanizmusban fontos szerep jutott. Ők jelentették azt a haderőt – a király katonai „kísérete”, a kun nyőgér –, amelyet a királyi hatalom szükség esetén a hatalmaskodó főurakkal szemben fel tudott vonultatni, ezért nem alaptalan a gyanú, hogy a kun kérdés felszítása valamelyik főúri érdekcsoport sugalmazására történt. A kun törvények kiadásával László olyan konfliktushelyzetbe került, amelyben nem volt jó választási lehetősége, és feltehetően ez váltotta ki méltatlan viselkedését.

### A konszolidáció kudarca, László halála
A legátus már szeptemberben megintette a királyt, hogy késlekedik a kun törvények végrehajtásával. Az agresszív türelmetlenség kiváltotta a király agresszivitását is, mire Fülöp legátus 1279. október elején kimondta a király személyére és országára az egyházi interdiktumot. A pápa felszólította és felhatalmazta az országot, hogy keljen fel a király ellen. László válaszul az év végén elfogatta és a kunok kezére adta a legátust, erre Aba Finta magát a királyt ejtette fogságba. Végül a legátus és a király is kiszabadult. László hozzákezdett a kun törvények végrehajtásához, mire a kunok keltek fel ellene, és pusztítani kezdtek a Tisza–Körös–Maros vidékét. IV. László a mai Hódmezővásárhely mellett, Hód tavánál 1282 nyarán győzte le erőiket. Fülöp még a csata előtt, 1281 végén távozott az országból. A „király státusának megerősítése” céljából érkezett legátus elérte, hogy a király támaszai valóban országos veszedelemmé váltak, és a király kénytelen volt ellenük hadjáratot indítani.

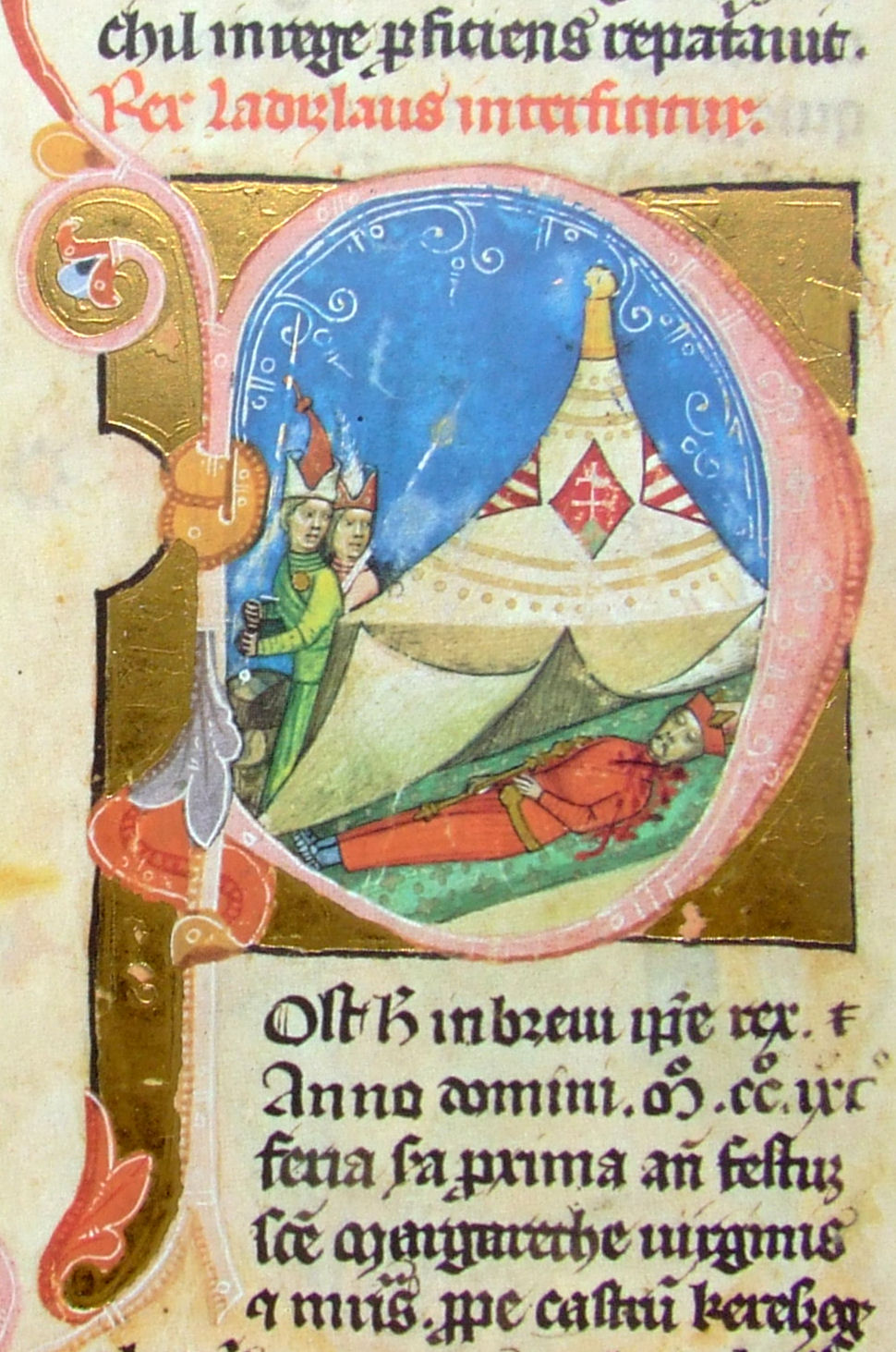
Kun László és gyilkosai. Miniatúra a Képes krónikából

A talaját vesztett, többszörösen megalázott királyt a legátus távozásával csak a bosszú érdekelte. Elrablói és megalázói ellen szövetkezett leghatalmasabb ellenségeivel, a Kőszegiekkel, és 1281 nyarán megtette nádorrá Kőszegi Ivánt. A magyarországi belviszonyok ezzel visszaestek az 1277-es rákosi országgyűlés előtti szintre.
Rövid, viharos életének utolsó éveiben kun szeretői, Édua, Köpcsecs és Mandula nyújtottak neki vigasztalást. Lodomér esztergomi érsek alapján mások előtt közösült kedvenc ágyasával, Éduával.
Ekkor már alapvető uralkodói feladatait is egyre kevésbé látta el; csak vonulgatott megmaradt kunjaival, egyre nagyobb terhet jelentve az országnak. Az országban kettős hatalom kezdett kialakulni. A pápában többször felmerült a Magyarországra indítandó keresztes hadjárat gondolata is. 
A belpolitikai helyzetet súlyosbította, hogy 1285 elején ismét tatár hadak támadtak az országra; ez volt a második tatárjárás. A Talabuga és Nögej kán vezette hadak Pestig hatoltak, erősen pusztítva az ország keleti részét. Felmerült – még ma is van – olyan nézet, hogy a tatárokat László hívta be. A támadókat végül kiverték, illetve kiszorították; ebben jelentős érdemeket szerzett Aba Amadé. Erre nincs semmilyen bizonyíték, arra azonban van, hogy 1287 végén a királyhoz hű Baksa György a lengyel–magyar határvidéken újabb tatár beütést hiúsított meg. 
IV. László egyéni tragédiájának betetőzése, hogy  végül a kunok kezétől veszett el. 1290. július 10-én Körösszeg váránál kun előkelők – Árbóc, Törtel és Kemence – embereikkel rárontottak a sátrában alvó Lászlóra, és megölték. A gyilkosság közelebbi oka ismeretlen, és nem alaptalan a gyanú, hogy a közeli várúr, Borsa Kopasz részes volt a gyilkosságban. A király testét a csanádi székesegyház fogadta be. Különösebb részvét nem kísérhette az utolsó, bizonyosan Árpád-házinak tekintett, tragikus sorsú uralkodó halálát.

## Emlékezete

### Festészet
- Than Mór: Habsburg Rudolf találkozása Kun Lászlóval (1873)

### Színház
- Szörényi Levente–Bródy János: A kiátkozott c. rockoperája IV. László életét dolgozza fel. (1997)

### Szépirodalom
- Szentmihályi Szabó Péter: Édua és Kun László (regény, 1986)
- Benkő László: Kun László, a kétszívű, I–II. (I.: Hiénák a trón körül, II.: A végzet ösvénye, regény, 2020)

## Galéria

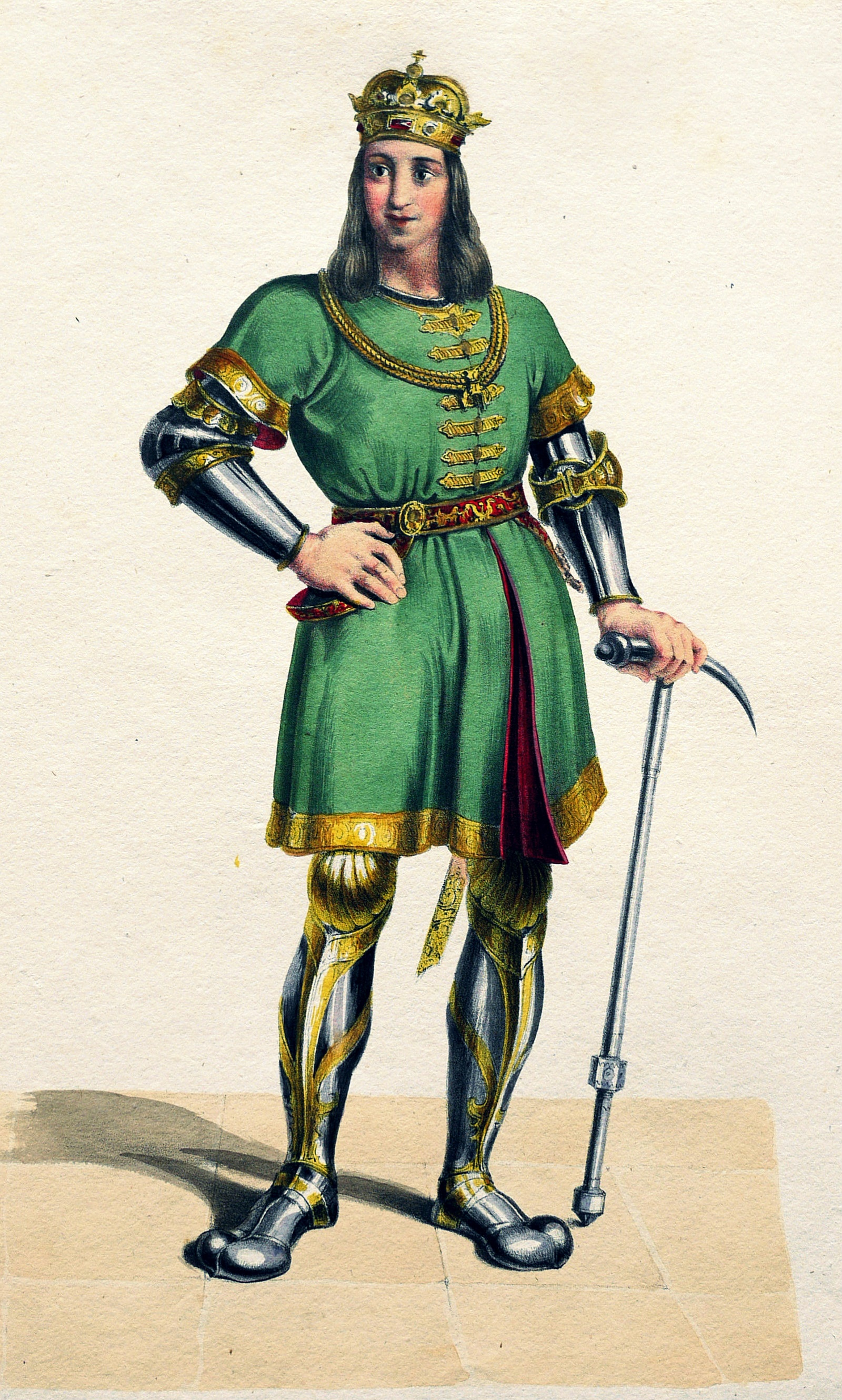
IV. László kun öltözékben. Josef Kriehuber színezett litográfiája
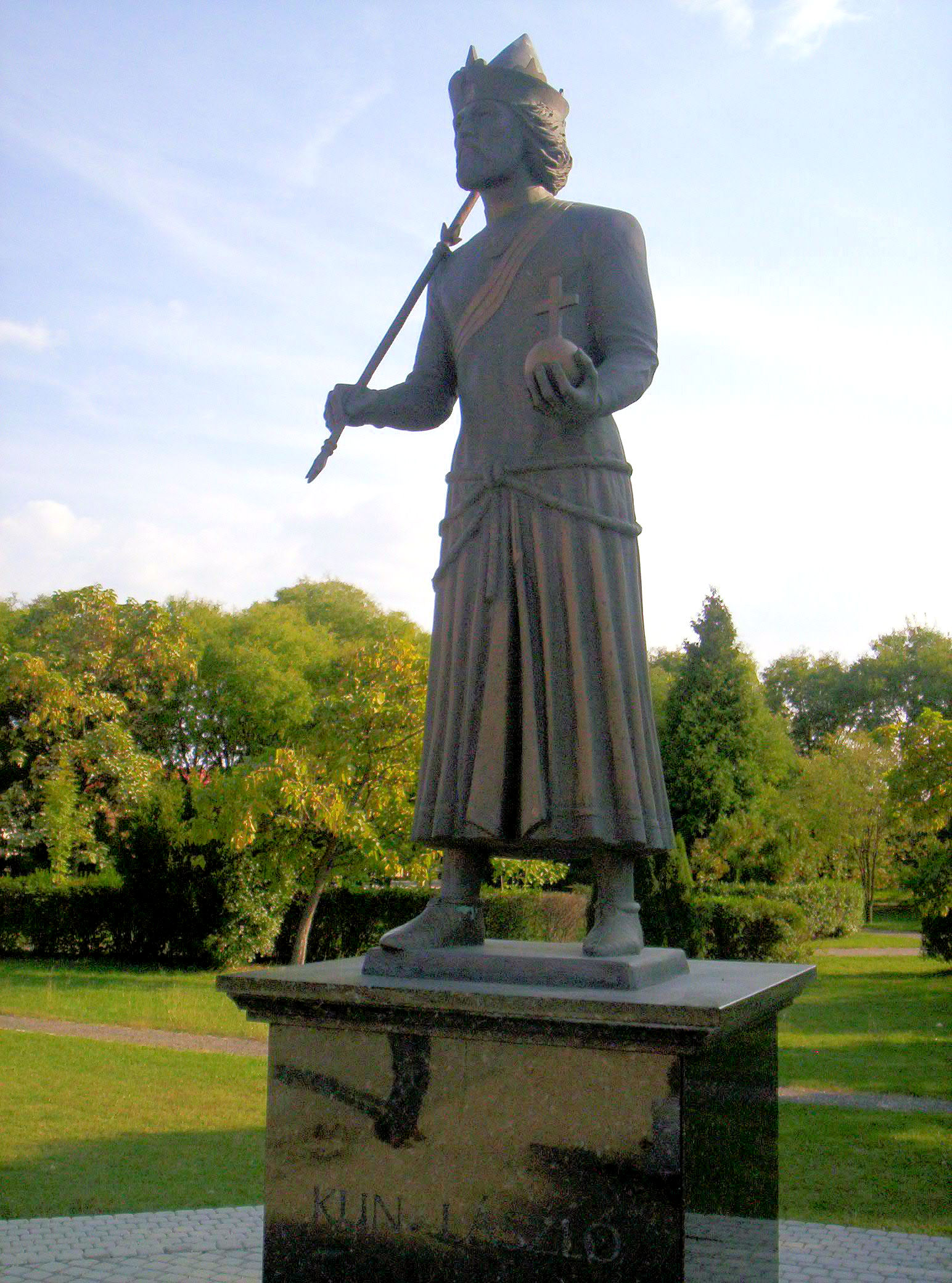
Kun László szobra Kiskunlacházán (Domonkos Béla, 2000)
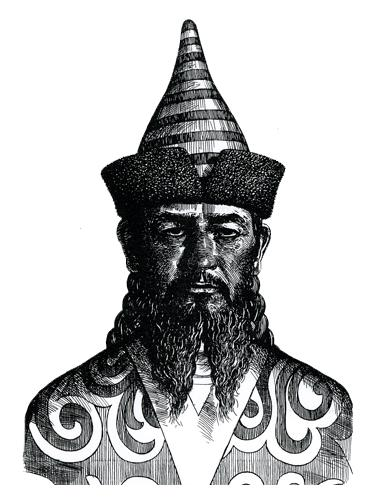
IV. László (grafika)
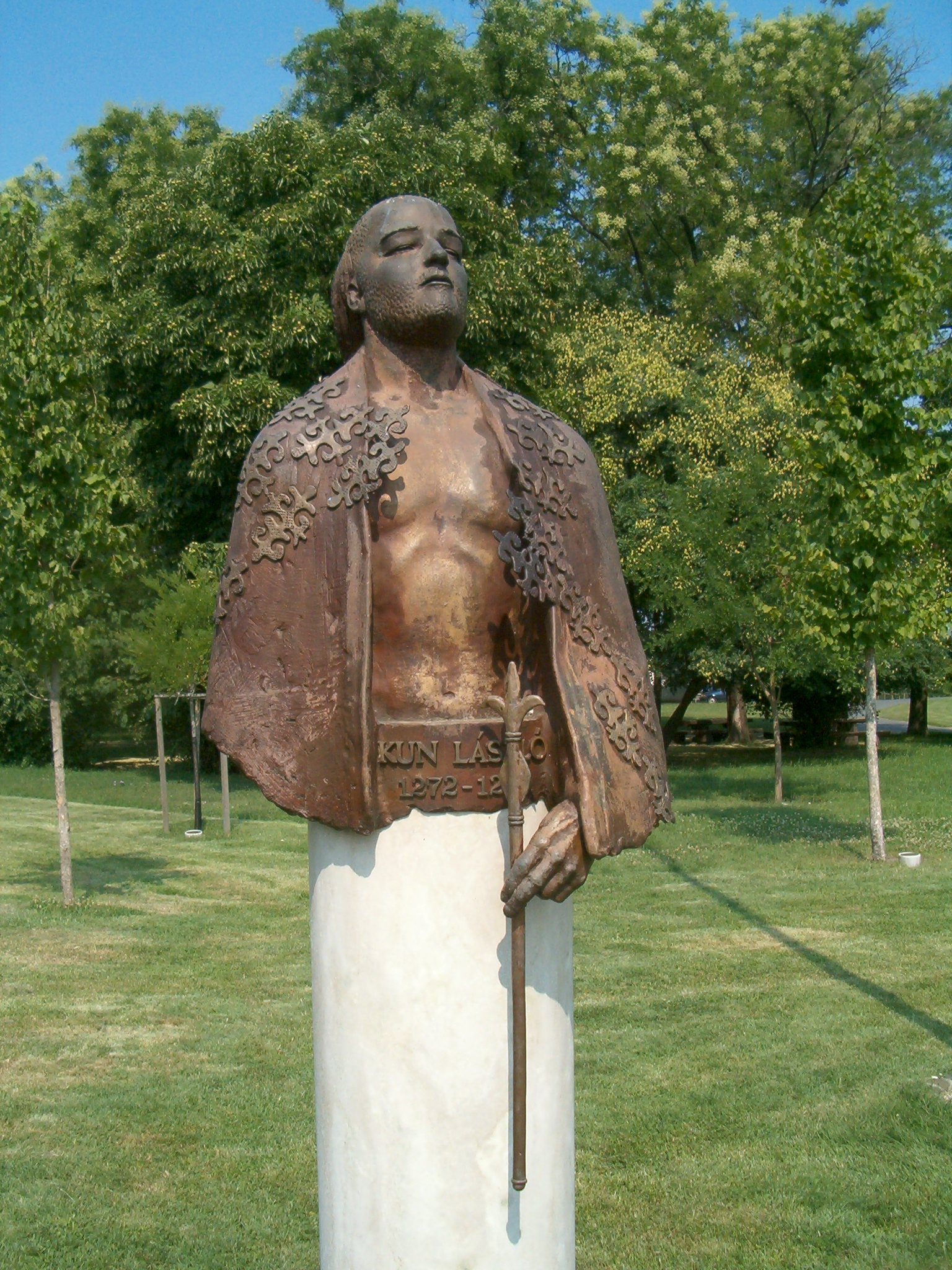
IV. László szobra a Nemzeti Történeti Emlékparkban (Győrfy Sándor, 2001)